# 1332
1332（千三百三十二、一三三二、せんさんびゃくさんじゅうに）は、自然数また整数において、1331の後で1333の前の数である。

## 性質
- 1332は合成数であり、約数は1, 2, 3, 4, 6, 9, 12, 18, 36, 37, 74, 111, 148, 222, 333, 444, 666, 1332である。
  - 約数の和は3458。
- 47番目のズッカーマン数であり、1 × 3 × 3 × 2 = 18、18は1332の約数である。1つ前は1311、次は1344。
- 297番目のハーシャッド数である。1つ前は1330、次は1341。
  - 9を基とする83番目のハーシャッド数である。1つ前は1323、次は1341。
- 36番目の矩形数（36 × 37）である。1つ前は1260、次は1406。
- 2から72の偶数の和で表せる。
- 1332 = 361 + 362
  - 36の累乗和とみたとき、1つ前は36、次は47988。
- 1332 = 64 + 62
  - n = 6 のときの n4 + n2 の値とみたとき1つ前は650、次は2450。(オンライン整数列大辞典の数列 A071253)
- 1332 = 22 × 32 × 37
  - 3つの異なる素因数の積で p2 × q2 × r の形で表せる18番目の数である。1つ前は1300、次は1452。(オンライン整数列大辞典の数列 A179643)
- 1332 = 113 + 1
  - n = 11 のときの n3 + 1 の値とみたとき1つ前は1001、次は1729。(オンライン整数列大辞典の数列 A001093)
  - n = 3 のときの 11n + 1 の値とみたとき1つ前は122、次は14642。(オンライン整数列大辞典の数列 A034524)
- 1332 = 13 + 113
  - 2つの正の数の立方数の和で表せる51番目の数である。1つ前は1241、次は1339。(オンライン整数列大辞典の数列 A003325)
  - 異なる2つの正の数の立方数の和で表せる43番目の数である。1つ前は1241、次は1339。(オンライン整数列大辞典の数列 A024670)
- 1332 = 82 + 222 + 282 = 162 + 202 + 262
  - 異なる3つの平方数の和2通りで表せる223番目の数である。1つ前は1320、次は1347。(オンライン整数列大辞典の数列 A025340)
- n = 1332 のとき n と n − 1 を並べた数を作ると素数になる。n と n − 1 を並べた数が素数になる128番目の数である。1つ前は1318、次は1344。(オンライン整数列大辞典の数列 A054211)
- 約数の和が1332になる数は3個ある。(730, 886, 1241) 約数の和3個で表せる36番目の数である。1つ前は1274、次は1392。

## その他 1332 に関すること
- 東海ラジオ放送名古屋本局と新城中継局の周波数は、1332 kHz。